# Tirodi
Tirodi är en ort i Indien.   Den ligger i distriktet Bālāghāt och delstaten Madhya Pradesh, i den centrala delen av landet, 800 km söder om huvudstaden New Delhi. Tirodi ligger 332 meter över havet och antalet invånare är 8 870.